# 阿布拉莫·阿尔比尼
阿布拉莫·阿尔比尼（義大利語：Abramo Albini，1948年1月29日—），意大利男子赛艇运动员。他曾代表意大利参加1968年和1972年夏季奥林匹克运动会赛艇比赛，获得一枚铜牌。